# La pandilla de Asakusa
La pandilla de Asakusa (título original en japonés: 浅草紅團, "Asakusa Kurenaidan") es la primera novela del escritor japonés Yasunari Kawabata. Originalmente se publicó por entregas en un periódico local, antes de finalmente compilarse en una novela en 1930.

## Sinopsis
En 1920, el barrio de Asakusa representaba para Tokio lo que Montmartre había sido para París en 1890 y lo que Times Square sería para Nueva York en 1940. Un lugar que permitía el anonimato, la libertad, la deriva; lleno de placeres, sexuales y sociales. La pandilla de Asakusa captura el encanto decadente de ese distrito de teatros de variedades, clubs de jazz y burdeles, arquitectura modernista y cines destartalados.